# Takanori Kono
Takanori Kono (Nozawaonsen, 7 maart 1969) is een Japans noordse combinatieskiër.

## Carrière
Kono won zowel tijdens de Olympische Winterspelen 1992 als twee jaar later tijdens de spelen van Lillehammer de gouden medaille in de estafette, in 1994 won Kono ook de zilveren medaille individueel.
Met de Japanse ploeg won zowel in 1993 als in 1995 de wereldtitel. Na afloop van het seizoen 1994-1995 stopte Kono op 26-jarige leeftijd met topsport.

## Belangrijkste resultaten

### Olympische Winterspelen
| Editie | Plaats      | Resultaten                  |
| ------ | ----------- | --------------------------- |
| 1992   | Albertville | 19e individueel · estafette |
| 1994   | Lillehammer | individueel · estafette     |

### Wereldkampioenschappen noordse combinatie
| Jaar | Plaats      | Resultaten                 |
| ---- | ----------- | -------------------------- |
| 1993 | Falun       | 5e individueel · estafette |
| 1995 | Thunder Bay | estafette                  |